# Centropus
Centropus és un gènere d'ocells de la família dels cucúlids (Cuculidae ), únic de la subfamília dels centropodins (Centropodinae).

## Taxonomia
Segons la Classificació del Congrés Ornitològic Internacional (versió 14.2, 2024) aquest gènere està format per 29 espècies:
- cucal de les Andaman (Centropus andamanensis)
- cucal del Gabon (Centropus anselli)
- cucal blanc-i-negre (Centropus ateralbus)
- cucal de Bengala (Centropus bengalensis)
- cucal negre petit (Centropus bernsteini)
- cucal de Burchell (Centropus burchellii)
- cucal de Sulawesi (Centropus celebensis)
- cucal de Biak (Centropus chalybeus)
- cucal de Sri Lanka (Centropus chlororhynchos)
- cucal dels papirs (Centropus cupreicaudus)
- cucal goliat (Centropus goliath)
- cucal africà (Centropus grillii)
- cucal ventreblanc (Centropus leucogaster)
- cucal caranegre (Centropus melanops)
- cucal negre gros (Centropus menbeki)
- cucal cap-ros (Centropus milo)
- cucal capblau (Centropus monachus)
- cucal de Java (Centropus nigrorufus)
- cucal faisà (Centropus phasianinus)
- cucal de Strickland (Centropus rectunguis)
- cucal del Senegal (Centropus senegalensis)
- cucal gros (Centropus sinensis)
- cucal negre de les Kai (Centropus spilopterus)
- cucal de Mindoro (Centropus steerii)
- cucal cellablanc (Centropus superciliosus)
- cucal de Madagascar (Centropus toulou)
- cucal rogenc (Centropus unirufus)
- cucal violaci (Centropus violaceus)
- cucal de les Filipines (Centropus viridis)